# Peter Vogt (Politiker, 1952)
Peter Vogt (* 1952) ist ein Schweizer Politiker (NA, CVP).

## Leben und Politik
Von 1975 bis 1979 gehörte er dem Landrat des Kantons Basel-Landschaft an, gewählt als Mitglied der Nationalen Aktion gegen Überfremdung von Volk und Heimat (NA). Auf den 1. Januar 1979 trat er aus der Nationalen Aktion aus und schloss sich als Parteiloser der Fraktion der Schweizerischen Volkspartei (SVP) an. Ende der 1980er Jahre trat er der Christlichdemokratischen Volkspartei (CVP) bei. 1990 wurde er in den Gemeinderat von Muttenz gewählt, seit 2000 ist er Gemeindepräsident. Am 25. Oktober 2012 wurde er per 1. Januar 2013 zum Präsidenten des Verbands Basellandschaftlicher Gemeinden (VBLG) gewählt.
Vogt ist verheiratet und hat drei Kinder.